# 拍滷
拍滷（白話字：phah-ló̍），是起源於中國潮汕地區，流行於越南胡志明市的滷味食品，為豬、牛或鴨下水在五香粉香料湯中燉制而成，有時亦會添加咖喱粉。食用時搭配米飯、麵綫或越式法包等主食，可蘸取胡椒、青柠、金桔和辣椒魚露調味。